# اس‌اس دیا)
اس‌اس دیا) (به انگلیسی: SS Dia) یک کشتی بود که طول آن ۳۱۵ فوت ۴ اینچ (۹۶٫۱۱ متر) بود. این کشتی در سال ۱۹۴۳ ساخته شد.